# Desembocadura de Río Grande
Desembocadura de Río Grande es un municipio de la Región Autónoma de la Costa Caribe Sur en la República de Nicaragua. La cabecera es la localidad de Karawala.

## Geografía
El término municipal limita al norte con el municipio de Prinzapolka, al sur con los municipios de Laguna de Perlas y El Tortuguero, al este con el Mar Caribe y al oeste con el municipio de La Cruz de Río Grande.
La cabecera municipal está ubicada a 470 kilómetros de la capital de Managua.

## Historia
El territorio estaba antiguamente poblado por los pueblos misquito y ulua. A mediados del siglo XVII las diferentes etnias de la Costa Caribe de Nicaragua fueron dominadas militarmente y subordinadas por los misquitos aliados con piratas ingleses, gracias a la superioridad numérica y a que contaban con armas de fuego proporcionadas por estos últimos. 
En 1860 fue creada la Reserva de la Mosquitia en la costa oriental (caribeña o atlántica) de Nicaragua por un acuerdo entre los gobiernos inglés y norteamericano, hasta que en 1894 durante el gobierno de José Santos Zelaya se incorporó al territorio nacional.
A principios del siglo XX se asentaron empresas bananeras y madereras estadounidenses, de las que aún se conservan ruinas de las maquinarias que utilizaron y abandonaron luego. En la década de 1950 se fueron las últimas empresas de enclave, y a partir de entonces la economía local se volvió de subsistencia, sobre la base de la caza, la pesca y la agricultura de autoconsumo.
El municipio fue fundado en 1996, por una ruptura del municipio de La Cruz de Río Grande, que se ubica más arriba en el mismo río.

## Demografía
Desembocadura de Río Grande tiene una población actual de 4,068 habitantes. De la población total, el 49.5% son hombres y el 50.5% son mujeres. Casi el 73.5% de la población vive en la zona urbana.

## Naturaleza y clima
El clima es de selva tropical húmeda, fundamentalmente en el litoral Atlántico; y Monzónico tropical en la parte occidental que limita con La Cruz de Río Grande. Su temperatura media es de 26 °C y la precipitación pluvial oscila entre los 3200 y los 4000 mm.
El municipio se ubica principalmente en la Planicie Costanera del Atlántico, caracterizada por un relieve dominante plano hasta fuertemente ondulado, con pendientes que fluctúan entre 0 y 15%.

## Localidades
La organización territorial del municipio consta de seis comunidades y dos sectores: Karawala (uluas), Kara (misquitos), La Esperanza (misquitos), La Barra (creoles), Sandy Bay (misquitos), Sector Guadalupe (misquitos), Walpa (misquitos) y Sector Company Creek (mestizos).

## Economía
Las principales actividades económicas son la agricultura y la pesca.

## Cultura
Los idiomas misquito y el criollo son los más usados en el municipio; mientras que el español se habla de ordinario solo por las respectivas poblaciones. La lengua ulua está extinta. 
La población es políglota, pues la mayoría de las personas hablan los tres idiomas ya mencionados.

## Transporte
No hay caminos de los que hablar en Desembocadura de Río Grande. Todos los transportes más largos se realizan en barco, a lo largo de los ríos y la costa. No hay tráfico regular de barcos. Para viajes más largos a los municipios, a menudo es posible hacer autostop con alguien, incluso si es posible que tenga que esperar unos días. Para viajes más cortos dentro del municipio, la mayoría de las familias tienen su propio barco.